# Ples za prizivanje kiše
Ples za prizivanje kiše ili kišni ples je obredni ples koji se izvodi u nadi prizivanja kiše, kako bi se osigurala zaštita bilja (hrane i pitke vode. Često se izvodi tijekom suša i u pratnji posebnih pjesama.
Poztoje različite vrste kišnih plesova koji se mogu naći u brojnim dijelovima svijeta: bilo u starom Egiptu ili u Indijanaca. Čak i u 20. stoljeću izvodili su se obredni plesovi za prizivanje kiše pod nazivom paparuda (Rumunjska) ili Perperuna kod raznih slavenskih naroda.

## Vanjske poveznice
- Kišni ples u Meteo-Info  Arhivirana inačica izvorne stranice od 5. ožujka 2021. (Wayback Machine)